# Merthyr Town F.C.
Merthyr Town F.C., właśc. Merthyr Town Football Club – walijski klub piłkarski z siedzibą w Merthyr Tydfil.

## Historia
Klub został założony w 1909. W latach 1920–1930 grał w Division Three. W 1934 został rozwiązany, a w 1945 reaktywowany jako Merthyr Tydfil F.C. W kolejnych latach trzykrotnie zdobył Puchar Walii (1949, 1951, 1987). Od 1989 do 1995 rywalizował w rozgrywkach Conference National. W 2010 został zlikwidowany, a w jego miejsce reaktywowano Merthyr Town F.C.

### Historia występów w Division Three
| Sezon   | Liga           | Grupa | Miejsce      |
| ------- | -------------- | ----- | ------------ |
| 1920/21 | Division Three | –     | 8.           |
| 1921/22 | Division Three | South | 11.          |
| 1922/23 | Division Three | South | 17.          |
| 1923/24 | Division Three | South | 13.          |
| 1924/25 | Division Three | South | 22.          |
| 1925/26 | Division Three | South | 14.          |
| 1926/27 | Division Three | South | 17.          |
| 1927/28 | Division Three | South | 21.          |
| 1928/29 | Division Three | South | 20.          |
| 1929/30 | Division Three | South | 22. (spadek) |

### Europejskie puchary
| Sezon   | Rozgrywki                 | Runda | Klub        | Dom | Wyjazd | Ogólnie |
| ------- | ------------------------- | ----- | ----------- | --- | ------ | ------- |
| 1987/88 | Puchar Zdobywców Pucharów | 1R    | Atalanta BC | 2–1 | 0–2    | 2–3     |

## Reprezentanci kraju grający w klubie
Stan na grudzień 2023
|  | - Curtis Hutson - Harry Hadley - Gerry Hitchens - Bob Latchford - Paddy Moore - Jack Brown - Paul Ramsey - Tommy Hutchison - George Stewart - George Wood - Dai Astley - Paul Bodin - Terry Boyle |  | - John Charles - David Davies - Gordon Davies - Reg Davies - Nick Deacy - Dai Evans - Len Evans - Glyn Garner - Ryan Green - Idris Hopkins - Robbie James - Barrie Jones |  | - Dudley Lewis - Dai Nicholas - Mel Nurse - Keith Pontin - Billy Richards - Dai Richards - Moses Russell - Nigel Stevenson - Harry Thomas - Graham Vearncombe - Gavin Williams - Rees Williams |